# مارك ستين
مارك ستين (بالإنجليزية: Mark Steyn) (و. 1959  م) هو ناقد رأي ‏ وكاتب وصحفي وناقد موسيقي وناقد سينمائي  كندي، ولد في تورونتو.

## جوائز
حصل على جوائز منها:
جائزة سافو ‏ في 2010

## مؤلفات
كتاب التفرد الأمريكي عام 2006.